# Stara Białka
Stara Białka (przed 1945 niem. Alt Weissbach) – wieś w Polsce położona w województwie dolnośląskim, w powiecie kamiennogórskim, w gminie Lubawka.
Wieś leży na wysokości 480 - 583 m n.p.m.w dolinie potoku  Białka uchodzącego do  Świdnika.

## Podział administracyjny
W latach 1975–1998 miejscowość administracyjnie należała do województwa jeleniogórskiego.

## Zabytki
Do wojewódzkiego rejestru zabytków wpisany jest:
- kościół filialny pw. św. Mateusza Apostoła. Został wzniesiony w latach 1606-1609 w stylu renesansowym, a odrestaurowano go w 1884 r. Kościół ma zwieńczony dwuspadowym dach z ośmioboczną sygnaturką. W jego wnętrzu zostały zachowane renesansowe ołtarze i ambona z początku XVII w., oraz trzy epitafia z początków XVIII w. Przy kościele znajduje się cmentarz, który jest otoczony kamiennym murem obronnym z zachowanymi strzelnicami, rozdzielony bramą restaurowaną w 1884 r.[6].

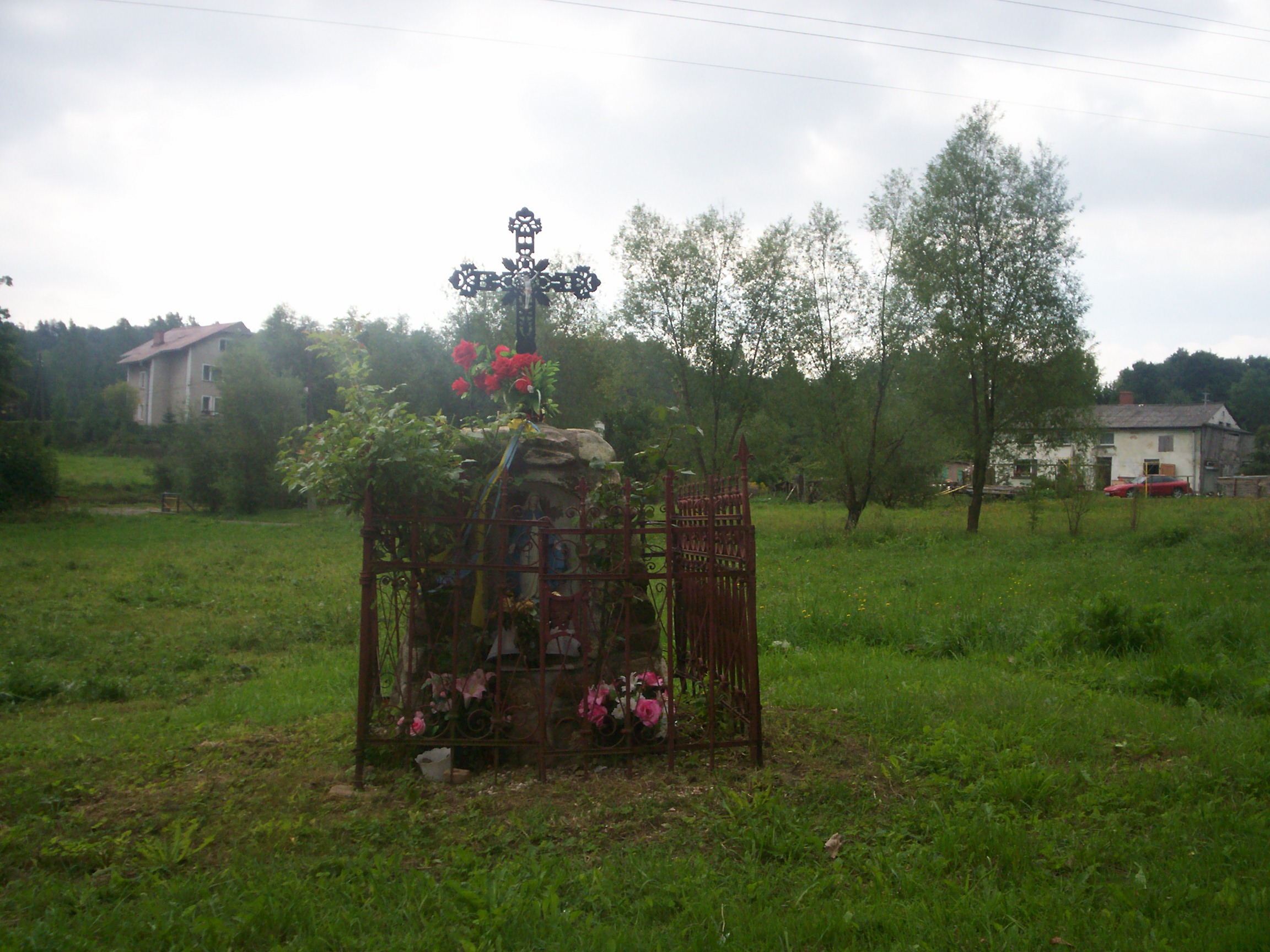
Przydrożna kapliczka
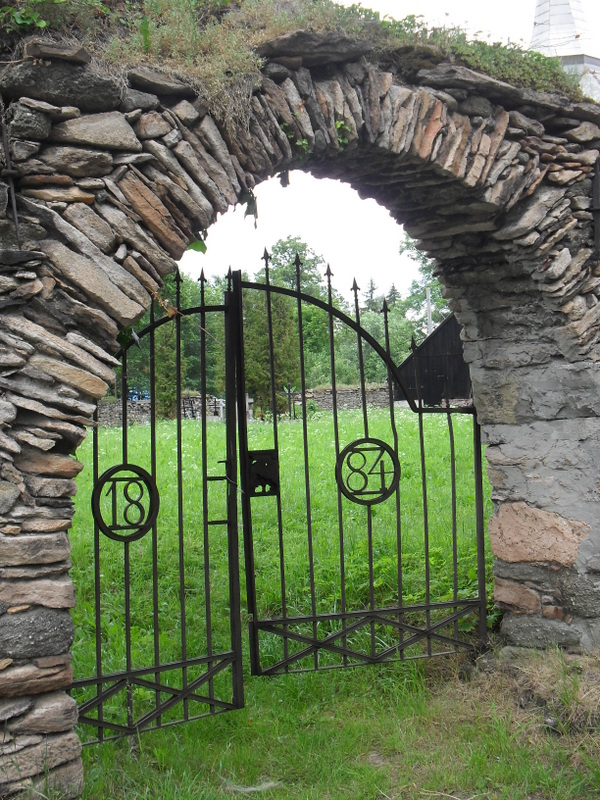
Brama cmentarna-2011 r.